# Leland A. Cossart
Pour les articles homonymes, voir Cossart.
Leland A. Cossart, né  à Madère le 31 octobre 1877 et mort à Lausanne le 6 juillet 1956, est un pianiste et compositeur suisse.

## Biographie
Après un bref séjour en France, Leland A. Cossart commence ses études au Conservatoire de Lausanne, dans la classe de piano d'Eugène Gayrhos. Il poursuit sa formation à Dresde auprès de Felix Draeseke. Alors qu'il commence une carrière de maître de chapelle au Magdebourg Stadtheater et de professeur au Conservatoire de Dresde, il est interné lors de la Première Guerre mondiale, en tant que ressortissant anglais, puis revient en Suisse en 1921 et se fixe à Montreux, où il enseigne la musique.
Leland A. Cossart, outre son enseignement, accompagne de nombreux artistes, comme Ysabelle Bard et Greta Rumbeli-Trokay. Il est l'auteur d'un certain nombre d’œuvres dont trois Lieder pour mezzo-soprano et piano, op. 5 ; une romance pour piano, violon et violoncelle, op. 6 ; un Nocturne pour cor anglais et piano, op. 8 ; un certain nombre de Lieder, dont les Cinq Lieder pour voix et piano, op. 9 et les Drei Liebeslieder pour soprano ou ténor et piano, op. 11, ou encore les Six poèmes de Victor Hugo op. 33 ainsi que The last Poem of Byron, op. 34, composé à Chillon pour son centenaire, resté à l'état de manuscrit. Leland A. Cossart a également composé des œuvres pour piano seul, comme ses Fünf Klavierstücke, op. 12 ou ses Préludes op. 25, ainsi qu'une suite pour une formation originale, dix instruments à vent et harpe, op. 19, une Romance pour violon et piano (op. 31) et une œuvre pour chœur d'hommes, soprano solo et orchestre, Feirstunden des Meeres, op. 26.
Contrairement à ce que l'on trouve parfois sur Internet, Leland A. Cossart ne décède pas à Montreux en 1965 mais à Lausanne, avenue Fraisse 14, en 1956, la cérémonie funèbre ayant eu lieu le 6 juillet 1956. Le prénom complet du musicien reste inconnu : si la presse vaudoise annonce le décès de M. Leland-Anthony Cossart, dans le net c'est Leland Albert Cossart qui prime.

## Sources
- « Leland A. Cossart », sur la base de données des personnalités vaudoises sur la plateforme « Patrinum » de la Bibliothèque cantonale et universitaire de Lausanne.
- [Nécrologie], Feuille d'avis de Lausanne, 1956/02/09, p. 4
- "Premier récital de "Amis du Lied"", Tribune de Lausanne, 1943/02/09, p. 4
- Reymond, Henri, "Concert à deux pianos. Cossart, Koëlla", Feuille d'avis de Lausanne, 1936/03/06, p. 4
- Cheseaux, René, "Audition d'œuvres de M. L. A. Cossart", Tribune de Lausanne, 1934/04/03, p. 6
- "Bibliographie: Leland A. Cossart, op. 30, Chants de la mer [...]", Tribune de Lausanne, 1922/08/25, p. 4.